# Музеи Калужской области
Список музеев, находящихся в Калужской области:
- Государственный музей истории космонавтики имени К. Э. Циолковского
- Дом-музей К. Э. Циолковского
- Музей-квартира К. Э. Циолковского
- Калужский планетарий
- Калужский областной художественный музей
- Калужский областной краеведческий музей
- Этномир
- Мемориальный дом Г. С. Батенькова
- Музей истории города Обнинска
- Музей кукол «Берегиня»
- Малоярославецкий военно-исторический музей 1812 года
- Дом-музей А. Л. Чижевского
- Военно-исторический музей «Зайцева Гора»
- Тарутинский военно-исторический музей 1812 года
- Музей промыслов и народного искусства Калужского края
- Музей ремесла, архитектуры и быта
- Боровский историко-краеведческий музей
- Боровский городской центр искусств
- Музей-усадьба «Полотняный Завод»
- Военно-исторический музей «Кремёнки»
- Музейно-краеведческий комплекс «Дом Цыплаковых»
- Кировский историко-краеведческий музей
- Музейно-краеведческий центр «Дом Позняковых» в Тарусе
- Музей «Безымянная высота»
- Малоярославецкая картинная галерея
- Мосальский краеведческий музей
- Тарусский дом-музей семьи Цветаевых
- Тарусская картинная галерея
- Областная картинная галерея «Образ»
- Ульяновская картинная галерея
- Государственный музей Г. К. Жукова
- Музей скульптур Сергея Жарова
- Мосальская картинная галерея
- Музей «Ильинские рубежи»
- Малоярославецкий музейно-выставочный центр
- Музей генерала Ефремова
- Музей военной техники (Малоярославец)
- Мемориальный дом-музей К. Г. Паустовского
- Народный музей истории Людиновского Тепловозостроительного завода
- Сосенский музей этнографии и быта